# هيمورا كنشين
هيمورا كنشين (باليابانية: 緋村 剣心) ووفق الترتيب في اللغة الإنجليزية كنشين هيمورا هو شخصية خيالية من عالم روروني كنشين الذي ابتكره نوبوهيرو واتسوكي. بطل القصة الرئيسي في سلسلة المانغا والأنمي والمواد الأخرى ذات العلاقة بهما. عند ابتكار كنشين أراد واتسوكي أن يجعله نقيضا من الناحية الجسمية لهيكو سيجورو، الذي ظهر في أول مانغا فردية كريسنت موون إن ذا ووارينغ ستايتس وظهر مرة أخرى لاحقا في روروني كنشين كمعلم كنشين في فنون القتال بالسيوف.
أحداث الشخصية وقعت في نسخة خيالية من تاريخ اليابان في حقبة ميجي، كنشين هو منفذ عمليات اغتيال أسطوري سابق عرف باسم «هيتوكيري باتوساي» 人斬り抜刀斎 (ترجمت في نسخة سوني «باتوساي ذا سلاشر»، وفي نسخة ميديا بلاستر «باتوساي ذا مان سليير»). أصبح كنشين ساموراي متنقلا حاملا سيفه من نوع ساكاباتو 逆刃刀 (ذو النصل المعكوس) وهو سيف ياباني الحد الجارح فيه مكان الحد غير الجارح بشكل معكوس وبذلك لا يقتل. كنشين يتنقل في أرجاء اليابان مقدما العون والحماية لمن يحتاجهما ككفارة عن عمليات الاغتيال التي نفذها. في طوكيو يقابل فتاة شابة اسمها كاميا كاورو التي تدعوه للسكن في مدرستها القتالية دون النظر في ماضيه. وطوال السلسلة يكون كنشين علاقات طبيعية مع العديد من الناس بمن فيهم أعدائه السابقين، بينما يستمر في قتال أعدائه القدامى والجدد. يبدأ كنشين في العثور على الكفارة الحقيقية لماضيه ما يجعله منتصرا على طبيعة «باتوساي» التي فيه.
نالت الشخصية استحسانا من المعجبين، جعلها متفوقة على الشخصيات الأخرى في السلسلة في الاستفتاءات. النقاد استحسنوا شخصيته مع اعتراضات على ما تطور منها في سلسلة رسوم متحركة أصلية للفيديو. كما صنعت تشكيلة من المقتنيات استندت على كنشين مثل سلاسل المفاتيح والدمى، كما صنعت سيوف مقلدة لسيفه.

## ابتكار الشخصية وتصورها
اكتشف واتسوكي واستخدم قصة كاواكامي غنساي الساموراي الحقيقي السفاح الذي أعدمته حكومة ميجي. رغم طول وسواد شعر غنساي ودروعه اللماعة، رسم واتسوكي شخصية مناقضة تماما انتهت بالشكل الحالي لكنشين، إضافة إلى الندبة المتقاطعة التي وضعها عندما «لم يجد شيئا آخر يضيفه»، مهارات كنشين بنيت على مقاتل سيف في حقبة توكوغاوا اسمه ماتسوباياشي هنياساي الذي اشتهر بمهاراته «البهلوانية». في فترة كيوتو من القصة أعطي كنشين سيفا جديدا بغمد خشبي.
أثناء العمل على الفصل الأول من السلسلة روروني، ميجي سوردمان رومانتك ستوري، اختلف واتسوكي مع محرره حول طريقة كلامه كنشين، ثم اتفقا على الأسلوب العامي. في النسخة الأخيرة من رومانتك ستوري، عدل واتسوكي الحوار ليصبح من وجهة نظره «أفضل بكثير مما هو عليه». أضاف واتسوكي علامة كنشين التجارية «أورو» المقابلة للتعبير الإنجليزي «هاه»، تفاجأ واتسوكي من ارتباط هذا التعبير الشديد بكنشين فاستخدمه طوال عمر السلسلة. كما خطط واتسوكي أن يجعل كنشين أكبر في الثلاثينات، لكن أنكر عليه المحرر كيف يكون بطل قصة للمراهقين بهذا العمر، فجعله 28 سنة.
في الأنمي من روروني كنشين، تصميم واتسوكي اندمج مع مهارات مايو سوزوكازي ممثلة صوت كنشين باليابانية، ميديا بلاستر في نسختها الإنجليزية قررت السير على نفس الطريقة فأسندت الدور مبدئيا لمونا مارشال، لكن في النهاية ذهب الدور إلى ريتشارد هايوورث ما أعطى صوت رجوليا لكنشين بالإنجليزية، بينما أعطي دور كنشين وهو صغير إلى مارشال في مشاهد التذكر. كلارك تشينغ كاتب النصوص الإنجليزية وجد صعوبة في عبارات كنشين المحلية التي تميزه مثل «دي غوزارو» و«أورو» واعتبرها غير قابلة للترجمة، ثم استقر على ترجمة «دي غوزارو» إلى عبارات «ذات آ ديد» و«ذات آي آم» و«ذات آ ويل»، بينما علامة كنشين التجارية «أورو» استبدلت إلى «هواه» لتحاكيها في كون التعبير مضحكا ولا يحمل أي معنى.

## موجز الشخصية

### الشخصية
يقرر كنشين حماية كل فرد من الخطر بدون إيذاء الآخرين، عرف سابقا بلقب «باتوساي السفاح» لهذا يعد هدفا رئيسيا للعديد من الأعداء القدامى الذين يسعون ليصبحوا الأقوى، أو للانتقام منه، وفي الوقت نفسه يحاول كنشين إبعاد المقربين منه لأجل سلامتهم، على كل انتهى الأمر أن أصبح يعتمد عليهم ليقاتلوا بجانبه. يحمل كنشين عداء لعضو شينسنغومي السابق سايتو هاجيمي منذ فترة باكوماتسو، ورغم أنه في القصة وقف في الفريق نفسه مع سايتو إلا أن كل منهما في تلك الفترة يعلم أن المبارزة بينها ستجد وقتا، بعد فترة جينتشو (نهاية أحداث إنيشي) يطلب كنشين تحدي سايتو لإنهاء العداوة، لكن سايتو يرفض لأنه يرى أن كنشين ليس هو الشخص الذي عاداه في فترة الحرب.
طوال عمر السلسلة، كانت كاميا كاورو تحمل مشاعر تجاه كنشين، ثم بدأ يشعر هو الآخر تجاهها. ورغم تلك المشاعر كان دائما ما تطارده أفعاله السابقة فيعتقد أنه لا يستحق السعادة، على كل كلما أدرك كيف ستشعر كاورو إذا ما مات، تعود إليه الرغبة بالتمسك بالحياة وعدم تركها وحيدة.
عندما لا يصبح قادرا على حماية من يهتم بأمرهم ينتقل كنشين إلى شخصية «باتوساي السفاح»، ويقوم بطرق خطرة لإنقاذهم مع الاكتراث قليلا لما سيحصل مع أعدائه، على كل يتحاشى كنشين هذا التغير محافظا على وعده بأن لا يقتل، ويحاول تجنب القتل ما أمكنه ذلك.
يشير كنشين إلى نفسه بتواضع شديد بعبارة «سيسشا» (ترجمت لدى فيز إلى «هذا الشخص») ويستخدم دائما الفعل «دي غوزارو» (نقلت في نسخة ميديا بلاستر إلى «... ذات إت إز» وما شابهها). ينادي كنشين أغلب النساء بألقاب محترمة كانت تستخدم عند الإقطاعيين، مثلا «كاورو-دونو» وفي الإنجليزية «مس كاورو». عندما ينتقل كنشين إلى شخصية «باتوساي» ينقلب من الشخص المحترم إلى الجاد، فيختفي استخدام «دي غوزارو» وتستبدل «سيسشا» إلى «أوري». التعبير «أورو» استبدل في نسخة ميديا بلاستر بالتعبير «هاه»، بينما في المانغا الإنجليزية بقيت كما هي.

## الفنون القتالية
يمارس كنشين في قتال بالسيف أسلوب هيتن ميتسوروغي 飛天御剣流 (حرفيا: أسلوب السيف الطائر المبجل في السماء) ويشار إليها أيضا «أسلوب السيف فوق الصوتي»، وهو فن قتال بالسيف قديم خيالي. إتقان كنشين لهذا الأسلوب يمنحه سرعة بشرية خارقة وردة فعل مباشرة، أيضا دراسة وتنبوء حركات الخصم في المعارك، إضافة إلى ذلك مهارات قوية في ضربات السيف. من بين مهارات هيتن ميتسوروغي وباتوجوتسو يستطيع كنشين القيام بسرعة خارقة تسمح له بالرد على سيف الخصم قبل أن يملك الخصم الوقت في الرد. أغلب مهاراته لها تأثرات مميتة في الأصل لكنها تقابل برغبة كنشين في عدم القتل. سلاح كنشين هو ساكاباتو وهو سيف ياباني ذو نصل معكوس، يكون الحد الجارح فيه مكان الحد غير الجارح بشكل مقلوب.
عندما يعود كنشين لإكمال تدريباته لكي يهزم شيشيو ماكوتو، يتعلم كنشين كوزو-ريوسين 九頭龍閃 (حرفيا: ضربة التنين ذو التسعة رؤوس)، حيث تقوم الهجمة بتسع ضربات متوازية إلى الأهداف الرئيسية في القتال بالسيوف، ما يجعل الصد والتفادي أمامها أمرا مستحيلا. هذه الهجمة ابتكرت أساسا لتعلم أماكاكيرو ريو نو هيراميكي 天翔龍閃 (حرفيا: وميض التنين السمائي المتزحلق) وهي فن باتوجوتسو في أسلوب هيتن ميتسوروغي تمتاز على سرعة كوزو-ريوسين. سر المهارة هو في الخطوة الزائدة بالقدم اليسرى التي تعطي تسارعا ووزنا للسيف، إضافة إلى ذلك إذا ما تم تدارك الهجمة، فقوة سرعة حركة السيف الفائقة تزيح الهواء المحيط، ما ينشئ تجوفا في الآثار يسحب الخصم، وأثناء حدوث هذا يدور جسم المهاجم حول نفسه لأجل الضربة التالية إضافة لقوة الحركة السابقة والتهيؤ للضربة الجديدة، ما يجعل الهجمة التالية أبعد في القوة. وفي حين أن أسلوب هيتن ميتسوروغي ملائم لمن لديه بنية عضلية كالتي لدى سايجورو، ينهار جسم كنشين ويصبح غير قابل لاستعماله مرة أخرى في نهاية المانغا.

## موجز الحبكة الروائية
بعد أن أنهى عمله كقاتل «هيتوكيري باتوساي» لدى جماعة شيشي «إيشن-شيشي» (السياسيون معارضو حكم التوكوغاوا شوغون)، أكمل كنشين حياته كمتنقل. بعد 10 سنوات على الثورة، يصل كنشين طوكيو حيث يقابل فيها كاورو التي تعرض عليه السكن في مدرستها القتالية رغم علمها بكونه «باتوساي». تتفرع الأحداث عندها ويؤسس كنشين علاقات طويلة مع العديد من الناس، بمن فيهم الأعداء السابقون. عندما جاء شيشيو ماكوتو خلفا لكنشين كمنفذ اغتيالات لدى جماعة تشوشو، راغبا الإطاحة بحكومة ميجي، يغادر كنشين طوكيو لإيقافه. ولكي ينتصر على عدوه يضطر كنشين لاستكمال التدريب وتحسين علاقته بمعلمه هيكو سيجورو الذي اعتنى به منذ صغره، التدريب الذي ناله كنشين في صغره قطع برغبة كنشين حماية الشعب الياباني. عندما ينهي كنشين تدريبه يلتئم شمله مع أصدقائه الجدد ليساعدوه في التصدي لشيشيو وجيشه.
بعد أشهر، رجل يدعى يوكيشيرو إنيشي يبدأ هجوما على كل من قابلهم كنشين كانتقام منه على قتله لأخته توموي. وهنا يتضح أن كنشين كان متزوجا من توموي في فترة باكوماتسو لكنه يقتلها خطأ عندما تقبض مجموعة توموي ويحاول كنشين إنقاذها. عندما يعرف إنيشي مشاعر كنشين نحو كاورو يقوم بخطفها تاركا جثة شبيهة لكاورو مطعونة بسيف في القلب، ما يعتقد الجميع أنها قتلت بالفعل، ينهار كنشين مكتئبا ويهرب حزينا إلى قرية خربة يسكنها مرتحلون، لكنه يقوم من اكتئابه عندما يكتشف اصدقاؤه حيلة الجثة وأن كاورو على قيد الحياة، تغادر المجموعة إلى الجزيرة التي يتحصن بها إنيشي، ثم تقوم معركة بين كنشين وإنيشي ينتصر فيها كنشين ويعود مع كاورو إلى المنزل، تمر خمس سنوات ويتزوج فيها كنشين من كاورو منجبين طفلا سمياه كنجي، وبعد مبارزة مع ياهيكو، يسلم كنشين سيفه إليه كهدية على بلوغه سن الرشد.

## الظهور في مواد أخرى
ظهر كنشين لأول مرة في فصلين من روروني، ميجي سوردمان رومانتك ستوري، وهما أولى الفصول من المانغا، وفيها يصل كنشين إلى طوكيو ويهزم أشرارا يهاجمون الأسر. في تلك القصة أعطيت لكنشين شخصية مماثلة للتي عرف بها في السلسلة لكن لم يحدد اسمه بعد. وبعدها يقابل كنشين في الفيلم ساموراي إكس ذا موشن بكشر ساموراي يدعى تاكيمي شيغوري، الذي يحاول الإطاحة بحكومة ميجي منتقما لموت عائلته في حرب باكوماتسو، يتبارز الاثنان وينتصر كنشين معلنا انتهاء الثورة.
في الرسوم المتحركة الأصلية للفيديو OVA، أعطي لكنشين تصميما أكثر بشرية وشخصية مختلفة، كما طرأت تغييرات على قصة حياته عن التي في المانغا، بما فيها السبب الذي ترك ندبة متقاطعة على خده الأيسر في ساموراي إكس: ترست آند بترايل. في ساموراي إكس: رفلكشن، بمرور الوقت يعذب كنشين مرة أخرى بإحساسه بالذنب على عيشه حياة سعية رغم الماضي السيء. يتخذ قراراً بالترحال من جديد وتدعمه كاورو بشدة، واعدة له بالاستقبال الحار حال عودته هي وابنهما. يصاب كنشين بمرض غير معروف، لكنه يقرر المشاركة في أولى الحروب اليابانية-الصينية كما وعد حكومة ميجي. بعد انتهاء الحرب يكتشف سانوسكي كنشين في حالة سيئة على الشاطئ، ويدبر عودته إلى طوكيو حيث كاورو. يقابل الاثنان بعضهما بعضا في النهاية وينهار كنشين بين يديها ماسكا يدها، كاورو تلاحظ اختفاء الندبة على خده معلنا ذلك موته. نوبوهيرو واتسوكي بعد مشاهدته لآخر مسلسل OVA لم يكن سعيدا بهذه النهاية، قائلا أن «كنشين مر بهراء كثير ويستحق نهاية سعيدة».
كنشين شخصية قابلة للعب في جميع ألعاب كمبيوتر روروني كنشين، بما فيها جمب سوبر ستار وجمب ألتميت ستارس.
شخصية توكيكو تسومارا، إحدى شخصيات سلسلة بوسو رنكين من واتسوكي نفسه، مبينة على شخصية كنشين كسفاح. واتسوكي علق على ذلك بأن توكيكو هي النسخة المؤنثة من «هيتوكيري باتوساي» عندما رسم وجهها.

## مدى القبول
نال كنشين شعبية عالية بين قراء رورني كنشين، متربعا قمة الاستفتاء في ويكلي شونين جمب بعدد من المصوتين ضعف العدد المصوت للمرتبة الثانية، تلقى واتسوكي رسائل بخصوص صوت ميغومي أوكاتا في كتاب CD بأنه صوت ملائم لكنشين، وأنه محبط لعدم إعطائها الدور في الأنمي هي والممثل توماكوزو سيكي الذي مثل صوت سانوسكي في الكتاب.
سلع تجارية كثيرة مستندة على مجسمات مصغرة لكنشين، كسلاسل المفاتيح والدمى، كما أنتجت سيوف مشابهة لسيف ساكاباتو.
نالت شخصية كنشين استحسانا من النقاد بخلاف ما نالته التطورات في مسلسل OVA من ردود سلبية من العديد من الناشرين، ممثلة الأصوات مايو سوزوكازي التي قامت بدور كنشين قالت بأنها بدأت تشعر بالتشابه معه بعد سنوات من تمثيل صوته، وعلقت بأن دورها كان أحد أفضل الأدوار التي قامت بها.

## اقرأ أيضا
- كاميا كاورو
- ميوجين ياهيكو
- ساغارا سانوسكي
- شيشيو ماكوتو، خلفه في عمله كهيتوكيري باتوساي
- يوكيشيرو توموي، الزوجة السابقة
- يوكيشيرو إنيشي، شقيق توموي
- كاواكامي غنساي، الشخصية التاريخية التي بنيت عليها شخصية كنشين
- إيشين شيشي